# Засбах (Кайзерштуль)
Засбах (нем. Sasbach am Kaiserstuhl) — община в Германии, в земле Баден-Вюртемберг.
Подчиняется административному округу Фрайбург. Входит в состав района Эммендинген. Население составляет 3377 человек (на 31 декабря 2010 года). Занимает площадь 20,78 км².
Коммуна подразделяется на 3 сельских округа.